# 강화대로
강화대로(江華大路, Ganghwa-daero)는 인천광역시 강화군 강화읍 갑곳리 강화대교와 하점면 신봉리 이강삼거리를 잇는 인천광역시의 도로이다. 본래 전구간 국도 제48호선에 속했으나 인화 ~ 강화간 도로 개통으로 인해 일부 구간만 국도로 남았다.

## 연혁
- 1973년 9월 21일 : 선형 개량으로 인해 경기도 강화군 하점면 신봉리 160m 구간 도로구역 변경[1]
- 1997년 7월 31일 : 강화군 양사면 인화리 ~ 신봉리 2km 구간 확장 개통[2]
- 1997년 12월 31일 : 강화 ~ 양촌간 도로(인천광역시 강화군 강화읍 갑곶리 ~ 경기도 김포군 양촌면 누산리) 13.25km 구간 확장 개통, 기존 5.46km 구간 폐지[3]
- 2009년 7월 10일 : 2개 이상 시·도에 걸쳐 있는 도로로 강화대로를 고시[4]

## 주요 경유지
인천광역시
- 강화군 (강화읍 · 송해면 · 하점면)

## 노선
| 이름                                 | 접속 노선                                   | 소재지          | 소재지          | 비고               |
| 김포대로와 직결                      | 김포대로와 직결                             | 김포대로와 직결 | 김포대로와 직결 | 김포대로와 직결    |
| ------------------------------------ | ------------------------------------------- | --------------- | --------------- | ------------------ |
| 강화대교                             |                                             | 강화군          | 강화읍          | 국도 제48호선 구간 |
| 갑곶 교차로                          | 해안동로                                    | 강화군          | 강화읍          | 국도 제48호선 구간 |
| 갑곶교                               |                                             | 강화군          | 강화읍          | 국도 제48호선 구간 |
| 용정 교차로                          | 국도 제48호선 (인화 ~ 강화간 도로)          | 강화군          | 강화읍          | 국도 제48호선 구간 |
| 강화병원삼거리                       | 강화대로312번길                             | 강화군          | 강화읍          |                    |
| 알미골사거리                         | 국가지원지방도 제84호선 (중앙로) 대월로     | 강화군          | 강화읍          |                    |
| 강화우체국                           |                                             | 강화군          | 강화읍          |                    |
| 수협사거리                           | 남문로 동문로                               | 강화군          | 강화읍          |                    |
| 강화군청                             |                                             | 강화군          | 강화읍          |                    |
| 신문사거리                           | 향나무길 송악길                             | 강화군          | 강화읍          |                    |
| 서문삼거리                           | 고비고개로                                  | 강화군          | 강화읍          |                    |
| 강화고인돌체육관                     |                                             | 강화군          | 강화읍          |                    |
| 송해우체국                           |                                             | 강화군          | 송해면          |                    |
| 송해삼거리                           | 전망대로                                    | 강화군          | 송해면          |                    |
| 하도교                               |                                             | 강화군          | 송해면          |                    |
| 인천강화소방서 119구조대             |                                             | 강화군          | 송해면          |                    |
| 부근삼거리                           | 고려산로                                    | 강화군          | 하점면          |                    |
| 부근 교차로                          | 국도 제48호선 (인화 ~ 강화간 도로)          | 강화군          | 하점면          |                    |
| 하점우체국                           |                                             | 강화군          | 하점면          |                    |
| 하점 교차로                          | 국도 제48호선 (인화 ~ 강화간 도로)          | 강화군          | 하점면          |                    |
| 하점파출소 하점초등학교 하점면사무소 |                                             | 강화군          | 하점면          |                    |
| 신봉삼거리                           | 전망대로                                    | 강화군          | 하점면          |                    |
| 이강 교차로                          | 국도 제48호선 (인화 ~ 강화간 도로) (인화로) | 강화군          | 하점면          |                    |
| 강화서로와 직결                      |                                             |                 |                 |                    |

## 주요 건물 및 시설
- 강화고려인삼센터 (인천광역시 강화군 강화읍 강화대로 96)
- 강화여성복지회관 (인천광역시 강화군 강화읍 강화대로 154)
- 인천지방법원 강화군법원 (인천광역시 강화군 강화읍 강화대로 300)
- 강화우체국 (인천광역시 강화군 강화읍 강화대로 384)
- 강화군청 (인천광역시 강화군 강화읍 강화대로 394)
- 강화고인돌체육관 (인천광역시 강화군 강화읍 강화대로 603)
- 송해우체국 (인천광역시 강화군 송해면 강화대로 669)
- 인천강화소방서 119구조대 (인천광역시 강화군 송해면 강화대로 879)
- 강화역사박물관 (인천광역시 강화군 송해면 강화대로 994-19)
- 하점우체국 (인천광역시 강화군 하점면 강화대로 1089)
- 하점파출소 (인천광역시 강화군 하점면 강화대로 1186)
- 하점초등학교 (인천광역시 강화군 하점면 강화대로 1190)
- 하점면사무소 (인천광역시 강화군 하점면 강화대로 1220)